# Middlebush
Middlebush es un lugar designado por el censo del condado de Somerset, Nueva Jersey, Estados Unidos. Según el censo de 2020, tiene una población de 2368 habitantes.
En los Estados Unidos, un lugar designado por el censo (traducción literal de la frase en inglés census-designated place, CDP) es una concentración de población identificada por la Oficina del Censo exclusivamente para fines estadísticos.

## Geografía
Está ubicado en las coordenadas 40°30′7″N 74°32′7″O / 40.50194, -74.53528 (40.502043, -74.535378).